# 가카지정
가카지정(香々地町)은 오이타현의 북부 구니사키 반도의 북서에 있는 니시쿠니사키군에 속했던 정이다. 
2005년 3월 31일에 구 분고타카다시, 마타마정과 대등합병해 분고타카다시가 되어 행정구역으로서의 가카지정은 소멸하였다.

## 역사
- 1889년 4월 1일 - 정촌제 시행에 수반해 현재의 정역을 확장해 미사키촌이 성립하였다.
- 1919년 1월 1일 - 정으로 승격, 개칭해 가카지정이 되었다.
- 1954년 8월 31일 - 미우라촌, 미에촌과 합병해, 새로운 가카지정이 성립하였다.
- 2005년 3월 31일 - 분고타카다시, 마타마시와 합병해, 분고타카다시가 성립하였다.